# Więźba ruchu
Więźba ruchu – przestrzenny obraz przemieszczeń od źródła do celu, opracowywany dla zadanego podziału na rejony komunikacyjne.
To obraz wielkości i kierunku przemieszczeń pomiędzy rejonami bez uwzględnienia sieci drogowej, to jest pokazany liniami prostymi od środka masy jednego rejonu do środka ciężkości innego rejonu.
Jest ona wykorzystywana do planowania infrastruktury technicznej (drogowej). Więźba ruchu jest pierwszym etapem planowania, następnie wykonuje się rozkład na sieć istniejącą, podział zadań przewozowych i planowanie dodatkowej nowej sieci.
Obrazuje ruch:
- wewnętrzny;
- docelowo-źródłowy;
- tranzytowy;